# 曹于汴
曹于汴（1558年—1634年），字自梁，號貞予，山西平阳府安邑縣，明朝政治人物。萬曆辛卯山西解元，聯捷進士。官至都察院左都御史。

## 生平
萬曆十九年（1591年）辛卯科山西鄉試第一名舉人。萬曆二十年（1592年）聯捷壬辰科進士，授淮安府推官。二十六年行取考选，升吏科給事中，遇事敢言。三十年巡视光禄寺，巡皇城，升刑科右給事中，本年管十庫。疏劾南北两京兵部尚書田樂、邢玠及雲南巡撫陳用賓，樂、玠被迫引病去職。吏部郎中趙邦清被刑科给事中張鳳翔、贵州道御史沈正隆交章论劾，邦清号哭禁门叫冤，声称是同僚鄧光祚、侯執躬及堂官李戴诬陷，给事中田大益、御史左宗郢、李培皆支持凤翔、正隆，而于汴則支持邦清，认为光祚、致躬应一同议处，神宗全部留中不报。三十一年二月告病乞休。
萬曆三十四年（1606年）二月起補刑科右給事中，八月与翰林院检讨趙用光主考江西鄉試，本年巡青，三十五年七月升刑科左，三十六年巡十庫，三十七年七月升吏科都，三十八年正月掌管官员拾遺考察，同考禮部會試。三十九年三月京察，吏部尚書孫丕揚与侍郎蕭雲舉、副都御史許弘綱总领其事，考功郎中王宗贤、吏科都给事中曹于汴、河南道御史湯兆京、协理御史乔允升佐理。湯賓尹、劉國縉等被察，而以年例出王紹徽、喬應甲、岳和聲於外。由此引发東林黨、宣黨、昆黨、秦黨互相黨争攻击。曹于汴在管两次考察後，因不便再管，屡疏乞归，神宗皆未理会，不得已出城候命，經葉向高奏请，四十年十二月升太常寺少卿致仕。
明光宗即位，詔起太常寺少卿，熹宗即位，泰昌元年十二月任太常寺添注少卿，天啓二年（1622年）五月升大理寺右少卿，十月升左僉都御史、协理院事，佐趙南星主天啓三年癸亥京察，事竣，三月升左副都御史，八月吏部会推南京吏部尚书和吏部右侍郎，熹宗上点用余懋衡和曹于汴，于汴四次請辭不得，遂引疾歸。四年十月起升南京都察院右都御史，因劉紹徽、喬應甲依附魏忠賢，受其排斥，五年正月稱病請辭，七月御史石三畏疏論京察三變，指李三才和曹于汴为東林邪黨，被削籍为民。
崇禎元年（1628年），召拜左都御史，明年掌管己巳京察，將魏忠贤阉党盡數淘汰。崇祯三年，工部主事陸澄原弹劾于汴朋奸六罪，陸被贬，于汴亦称病致仕，崇禎七年（1634年）卒，年七十七。學者稱真予先生。《明史》有傳。

## 著作
著有《共發編》、《仰節堂集》。

## 家族
曾祖曹玘，寿官；祖父曹司民，生员；父曹希舜，字伯孝，號雲津，生员；前母喬氏，母張氏。子曹良。

## 延伸阅读
[在维基数据编辑]
 《明史卷二百五十四》，出自《明史》